# هاري تيت
هاري تيت (18 يوليو 1862 - 9 مارس 1949) (بالإنجليزية: Harry Tate)‏ هو لاعب كريكت بريطاني (وحمل سابقاً جنسية المملكة المتحدة لبريطانيا العظمى وأيرلندا).